# 音樂起舞
《音樂起舞》（英語：Dance to This）是澳大利亞歌手特洛伊·希文演唱，美國歌手爱莉安娜·格兰德客串的一首歌曲。歌曲由希文、奧斯卡·霍爾特、利蘭和諾米·鮑創作，其中霍爾特亦參與了歌曲的製作。2018年6月13日，歌曲由EMI澳大利亞作為希文第2張錄音室專輯《綻放》的第4支單曲發行。

## 背景
2018年2月，希文在接受BBC廣播一台尼克·格里姆肖的採訪時首次揭示了歌曲：“我真的很興奮。這首歌和我預想中的聽起來一樣。（她）和我是朋友。她真的是很有趣的人。我說‘妳可以唱這首歌嗎？’她真的做了。”在節目播出之後，他在Twitter上寫道：“是的！众口铄金！（格蘭德）是我的流行天后，等不及想讓你們聽我們的歌了。”
這首歌被描述為“柔和的舞曲”，希文在之後在接受《GQ澳大利亞》的訪問時公佈了歌曲的名稱。2018年6月11日，希文在社交媒體上公佈了歌曲的發行日期。次日，歌曲的一段11秒的預覽發佈。預覽中含有希文和格蘭德的寫真，二人的臉被藍光映照著。他亦表示，歌曲將會在贊恩·洛的Beats 1首播。希文告訴洛，他起初在邀請格蘭德演唱時覺得很緊張。在發給格蘭德歌曲之後，格蘭德立即回復了他，并興奮地問什麼時候她能開始參與。兩人在當天恰好在同一間錄音室，接著，二人出去聊了聊生活以及格蘭德在歌曲中演唱的部分。次日，希文從格蘭德那裡收到了歌曲的演唱樣本。
2018年6月28日，希文在Instagram以組圖形式首次發佈了音樂錄影帶的預告。2018年7月16日，希文再次發佈了一段預告，并宣佈錄影帶將在太平洋標準時間2018年7月19日首播。

## 榜單
| 榜單（2018年）                           | 最高 排位 |
| ---------------------------------------- | --------- |
| 澳大利亚（澳大利亚唱片业协会單曲榜）     | 39        |
| 比利时佛兰德（Ultratip榜外單曲榜）       | 36        |
| 加拿大（Canadian Hot 100）               | 85        |
| 克羅地亞（克羅地亞廣播電視台電台榜）     | 91        |
| 捷克（百強數位單曲榜）                   | 69        |
| 法國（法國唱片出版業公會）               | 93        |
| 愛爾蘭（愛爾蘭唱片音樂協會）             | 52        |
| 紐西蘭（新西兰唱片音乐协会熱門搜尋榜）   | 1         |
| 葡萄牙（葡萄牙唱片業協會单曲榜）         | 64        |
| 蘇格蘭（官方榜单公司單曲榜）             | 38        |
| 斯洛伐克（百強數位單曲榜）               | 66        |
| 瑞典（瑞典最熱榜）                       | 98        |
| 英國（官方榜单公司單曲榜）               | 64        |
| 美国（《告示牌》Bubbling Under Hot 100） | 15        |

## 销售认证
| 地區                           | 认证    | 认证单位/销量 |
| ------------------------------ | ------- | ------------- |
| 澳大利亚（澳大利亚唱片业协会） | 白金    | 70,000‡       |
| 巴西（巴西唱片業協會）         | 2× 白金 | 80,000‡       |
| 波兰（波蘭音像製造商協會）     | 金      | 10,000‡       |
| 葡萄牙（葡萄牙唱片業協會）     | 金      | 5,000‡        |
| 英国（英国唱片业协会）         | 银      | 200,000‡      |
| 美国（美國唱片業協會）         | 白金    | 1,000,000‡    |
| ‡僅含認證的+實際銷量           |         |               |

## 外部連結
- YouTube上的官方音樂錄影帶